# 刘怡 (清朝)
刘怡，清朝政治人物。
刘怡曾于1907年接替何荣烈任娄县知县一职，1911年由李葆钧接任。